# هووارد واد پترسون
هووارد واد پترسون (انگلیسی: Håvard Vad Petersson؛ زادهٔ ۵ ژانویهٔ ۱۹۸۴) ورزشکار کرلینگ اهل نروژ است.